# Rastislavice
Rastislavice é um município da Eslováquia, situado no distrito de Nové Zámky, na região de Nitra. Tem 19,59 km² de área e sua população em 2018 foi estimada em 957 habitantes.

## Demografia
| Ano:        | 1994 | 2004   | 2014   | 2024   |
| ----------- | ---- | ------ | ------ | ------ |
| Broj ljudi: | 913  | 923    | 900    | 958    |
| Razlika:    |      | +1,09% | -2,49% | +6,44% |

| Ano:               | 2023 | 2024   |
| ------------------ | ---- | ------ |
| Número de pessoas: | 953  | 958    |
| Diferença:         |      | +0,52% |